# Rovenkî
Rovenkî (în ucraineană Ровеньки) este oraș regional în regiunea Luhansk, Ucraina.

## Demografie
Componența lingvistică a orașului Rovenkî
     Rusă (79,79%)
     Ucraineană (19,66%)
     Alte limbi (0,21%)
Conform recensământului din 2001, majoritatea populației orașului Rovenkî era vorbitoare de rusă (79,79%), existând în minoritate și vorbitori de ucraineană (19,66%).